# Kasteel van Vilmorin
Het Kasteel van Vilmorin (Frans: Château de Vilmorin) is een kasteel in de Franse gemeente Verrières-le-Buisson. Het kasteel is een beschermd historisch monument sinds 1965.